# (37593) 1991 UJ
1991 UJ (asteroide 37593) é um asteroide da cintura principal. Possui uma excentricidade de 0.25888570 e uma inclinação de 4.91924º.
Este asteroide foi descoberto no dia 18 de outubro de 1991 por Seiji Ueda e Hiroshi Kaneda em Kushiro.